# Avenida Independência (Porto Alegre)

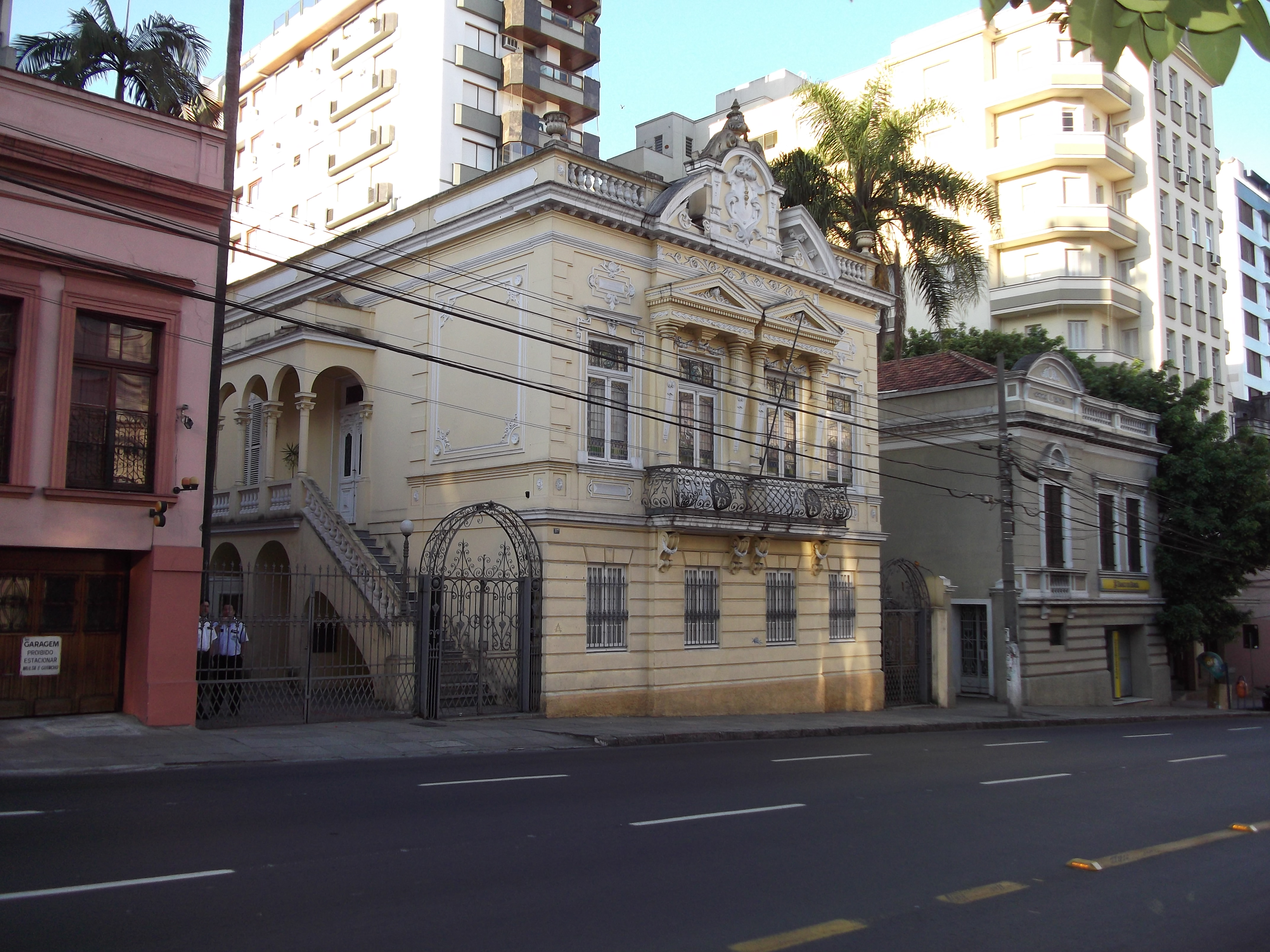
Trecho da Avenida Independência com um dos seus casarões históricos, o Palacete Argentina.

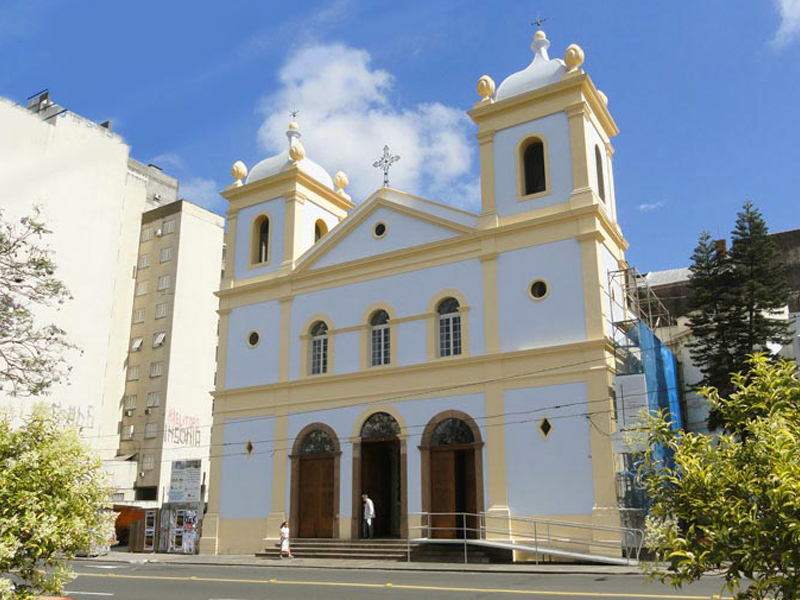
A Igreja de Nossa Senhora da Conceição, localizada na Avenida.

A Avenida Independência é uma importante avenida da cidade brasileira de Porto Alegre, capital do estado do Rio Grande do Sul. É o eixo principal do bairro Independência. Vai da Praça Dom Feliciano, no centro histórico da cidade, à Rua Mostardeiro, no bairro Independência, sendo continuidade da Rua da Praia.
A via surgiu como uma das saídas da vila de Porto Alegre mais ou menos ao mesmo tempo em que foi fundada a Aldeia dos Anjos de Gravataí, sendo o caminho que conduzia a ela partindo dos Altos da Misericórdia em direção leste. Pelo menos desde 1829 há referências ao trajeto nas atas da Câmara, então conhecido como Estrada dos Moinhos de Vento porque atravessava a chácara onde Antônio Martins Barbosa havia instalado moinhos. Nesta época o trajeto era desviado contornando os limites da Chácara da Brigadeira, dona Josefa Eulália de Azevedo (viúva do brigadeiro Rafael Pinto Bandeira), e as chuvas abriam grandes valos, prejudicando o tráfego.
Durante a Guerra dos Farrapos (1835-1845), com o sitiamento da cidade, todas as primeiras obras de urbanização da estrada se interromperam, mas já em 1843 a Câmara reconhecia a necessidade de retificação da estrada e a fixação do alinhamento das casas que iam surgindo em sua extensão. Em 1845 a Câmara enfim determinou ao seu procurador que efetivasse o alinhamento judicial da Estrada dos Moinhos, de acordo com a planta urbana desenhada pelo arruador municipal, e providenciaram o reparo de trechos estragados. No ano seguinte providenciou-se à retificação definitiva de todo o primeiro trecho, pagando-se uma vultosa indenização pela desapropriação de parte das terras da Brigadeira. A partir desta época a estrada passa a ser mais conhecida como uma continuação da Rua da Praia, mas em outubro de 1857, por decreto da Câmara, passou a denominar-se Rua da Independência.
Alguns anos depois começou a ser implantada canalização de água para as casas do trajeto, mas em seguida a rua caiu em estado de abandono por muitos anos. Em 1885 ainda não havia cordões de calçada nem sarjetas, e o calçamento só alcançava um trecho pequeno. Em 1892 a rua tinha um total de 96 casas. Depois da Proclamação da República foram realizados grandes investimentos para calçamento de toda a sua extensão, definida até a atual Praça Júlio de Castilhos, obras que se prolongaram até a segunda década do século XX, ainda com pedras irregulares. Em 1925 iniciou o calçamento com paralelepípedos. Em 24 de outubro de 1933 seu nome foi alterado para Avenida General Flores da Cunha, e a forma que se mantém até hoje foi fixada em 22 de novembro de 1937.
No início do século XX, tornou-se o local preferido para moradia de famílias tradicionais, que ali construíram belos palacetes entre 1900 e 1930. Com a urbanização de outros bairros, os antigos moradores foram abandonando a região, ocasionando a degradação de muitas das propriedades. Os antigos casarões deram lugar a grandes prédios de apartamentos e prédios comerciais, mas até hoje a Avenida ainda abriga muitos palacetes da época, alguns deles tombados pelo patrimônio histórico, como o Palacete Argentina, a Residência Saraiva, a Casa Godoy, a Casa Torelly, ou em fase de tombamento. Na Avenida Independência também se localizam uma parte da Santa Casa de Misericórdia, o tradicional Colégio Nossa Senhora do Rosário, a Igreja de Nossa Senhora da Conceição e a Beneficência Portuguesa. A Praça Dom Sebastião tem como um de seus limites, ao norte, a Avenida Independência; a leste, a Travessa Dom Sebastião; ao sul, a Rua Irmão José Otão; e, a oeste, a Rua Sarmento Leite.

## Construções da Avenida Independência

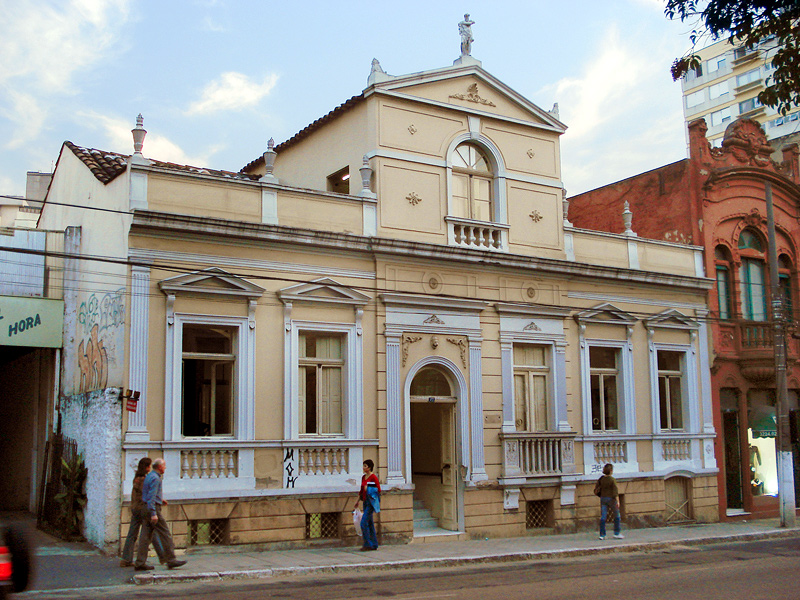
Casa Torelly
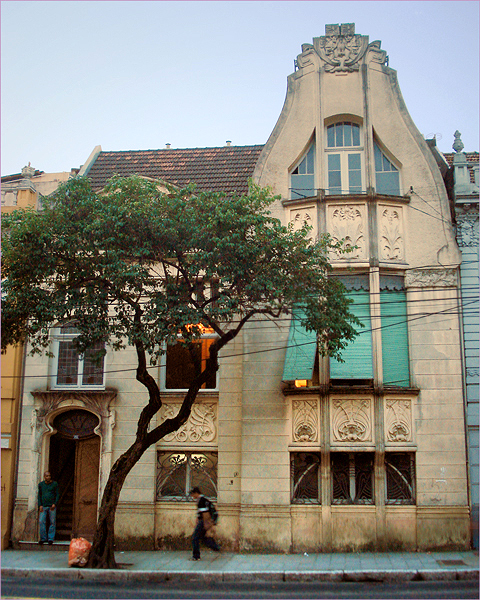
Casa Godoy
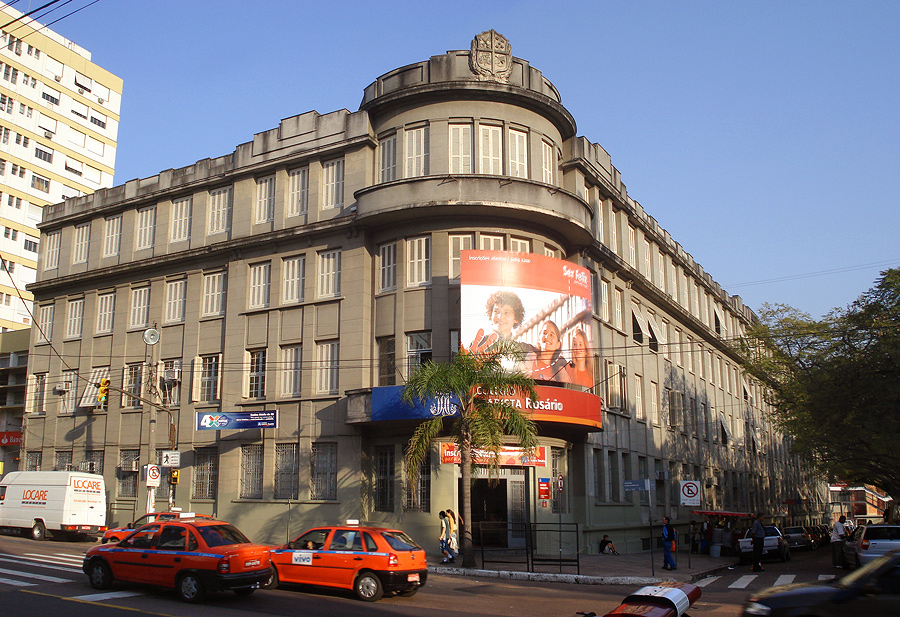
Colégio Rosário, na esquina da Avenida Independência com Praça Dom Sebastião
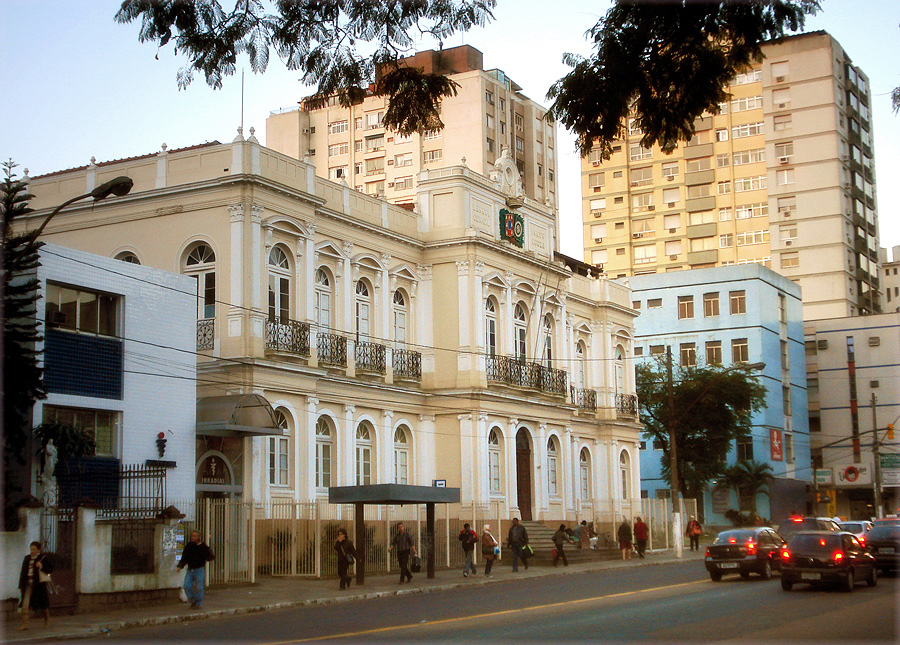
Beneficência Portuguesa de Porto Alegre